# Synthetic aperture radar
 For alternative betydninger, se SAR.
 Denne artikel bør gennemlæses af en person med fagkendskab for at sikre den faglige korrekthed.

Synthetic aperture radar, ofte forkortet SAR er en metode til at foretage præcise radaropmålinger fra fly. En radarantenne har gerne et udstrålingsdiagram, så radarsignalet udsendes i en meget smal stråle (kaldet en beam). Jo smallere en beam man ønsker, jo større bliver man nødt til at lave antennen. Det harmonerer ikke så godt med radaropmåling fra fly, da det er lidt begrænset, hvor store antenner man kan spænde under en flyvemaskine. En bred beam kan ikke skelne mellem mindre detaljer i terrænet, lidt ligesom det er svært at føle små ting med boksehandsker på.
I stedet kan man detektere radarekkoerne med hensyn til både amplitude og fase, og sammenholde disse data fra fortløbende radarpulser. Derved kan avanceret analog og digital signalbehandling frembringe detaljerede radarbilleder, der ellers ville kræve en meget større antenne. Synthetic aperture kan løst oversættes med 'kunstig antennestørrelse'.